# The Frozen Ground
The Frozen Ground is een Amerikaanse thriller-misdaadfilm uit 2013, geregisseerd en geschreven door Scott Walker. De film is gebaseerd op de jacht naar seriemoordenaar Robert Hansen  door rechercheur Glenn Flothe in de jaren tachtig in Alaska. In de film werd de naam van Glenn Flothe vervangen door Jack Halcombe.

## Verhaal
Rechercheur Jack Halcombe (Nicolas Cage) is op zoek naar een seriemoordenaar die al dertien jaar moorden pleegt in Anchorage (Alaska), waar steeds meer lichamen worden gevonden van jonge vrouwen. Als een meisje (Vanessa Hudgens) weet te ontsnappen uit de handen van Robert Hansen (John Cusack), vindt Halcombe een aanknopingspunt.

## Rolverdeling
| Acteur             | Personage             |
| ------------------ | --------------------- |
| Nicolas Cage       | Jack Halcombe         |
| John Cusack        | Robert Hansen         |
| Vanessa Hudgens    | Cindy Paulson         |
| 50 Cent            | Pimp Clate Johnson    |
| Dean Norris        | Sgt. Lyle Haugsven    |
| Radha Mitchell     | Allie Halcombe        |
| Jodi Lyn O'keefe   | Chelle Ringell        |
| Robert Forgit      | Sgt. Wayne Von Clasen |
| Matt Gerard        | Ed Stauber            |
| Gia Mantegna       | Debbie Peters         |
| Brad William Henke | Carl Galenski         |

## Trivia
- Nicolas Cage en John Cusack speelden eerder ook samen in de film Con Air.